# Cum văd eu lumea (carte)
Cum văd eu lumea este o carte scrisă de Albert Einstein, tradusă din limba germană de A. Harris și publicată în 1935 de John Lane (Londra). Cartea originală germană este Mein Weltbild de Albert Einstein, publicată pentru prima dată în 1934 de Rudolf Kayser, cu o ediție extinsă esențială publicată de Carl Seelig în 1954. Compus din articole diverse, adrese, scrisori, interviuri și declarații, aceasta include opiniile lui Einstein cu privire la sensul vieții, etică, știință, societate, religie și politică.
Conform prefaței primei ediții,
„Albert Einstein crede în umanitate, într-o lume pașnică de ajutor reciproc și în marea misiune a științei. Această carte este destinată ca un apel pentru această credință într-un moment care obligă pe fiecare dintre noi să-și revizuiască atitudinea mentală și ideile sale.”